# East Ruston
East Ruston is een civil parish in het bestuurlijke gebied North Norfolk, in het Engelse graafschap Norfolk met 595 inwoners.